# Tilia insularis
Tilia insularis es una especie arbórea de la familia de las malváceas, género Tilia, originaria del este de Asia, concretamente de la península de Corea.

## Descripción
Árbol de tamaño medio, quizás sea de los tilos que más florecen. Las flores de blanco marfil, olorosas de abundancia en julio. En otoño, las hojas tornan a un color amarillo mostaza.

## Taxonomía
Tilia insularis fue descrita por Takenoshin Nakai y publicado en Bot. Mag. (Tokyo) 31: 27 1917.Bot. Mag. (Tokyo) 31: 27 1917.